# 湖棲底鰕鱂
湖棲底鰕鱂（学名：Fundulopanchax lacustris）為輻鰭魚綱鯉齒目鰕鱂亞目鰕鱂科的其中一種，為熱帶淡水魚，被IUCN列為極危保育類動物，分布於非洲喀麥隆淡水流域，體長可達6公分，棲息在森林覆蓋的溪流、沼澤底中層水域，生活習性不明，可作為觀賞魚。
其种加词“lacustris”意为“湖沼的”。